# Kukawik namorzynowy
Kukawik namorzynowy (Coccyzus minor) – gatunek średniej wielkości ptaka z rodziny kukułkowatych (Cuculidae), podrodziny kukułek (Cuculinae). Zasiedla Florydę, Meksyk, Amerykę Środkową, w tym wyspy Morza Karaibskiego, oraz północne wybrzeża Ameryki Południowej. Niezagrożony wyginięciem.

## Taksonomia
Gatunek po raz pierwszy zgodnie z zasadami nazewnictwa binominalnego opisał Johann Friedrich Gmelin w roku 1788 pod nazwą Cuculus minor. Holotyp pochodził z Kajenny. Tworzy nadgatunek z kukawikiem rdzawoskrzydłym (C. ferrugineus), oba gatunki były niegdyś uznawane za konspecyficzne (należące do jednego, tego samego gatunku). Dawniej wyróżniano do 13 podgatunków kukawika namorzynowego, jednak wszystkie były opisywane na podstawie małej liczby okazów. Gatunek uznawany jest obecnie za monotypowy.

## Morfologia
Długość ciała wynosi 31–34 cm. Skrzydło mierzy około 13,3 cm, rozpiętość skrzydeł wynosi 38–43 cm. Masa ciała waha się między 62 a 102 g. U kukawika namorzynowego występuje polimorfizm. U dorosłego samca wierzch ciała ciemnoszary, z brązowymi lotkami, stopniowanym ogonem o czarnych sterówkach z białymi zakończeniami. U formy jasnej broda i gardło białawe, dalej na spodzie ciała przechodzące w barwę płową. U formy ciemnej spód ciała kasztanowocynamonowy, a wierzch ciała ciemniejszy. Niezależnie od formy obecna jest czarna „maska”, biegnąca przez kantarek i oko aż do pokryw usznych. Dziób nieco zagięty, górna szczęka ciemnoszara, dolna żółtopomarańczowa. Tęczówka brązowa. Występuje wąska obrączka oczna o barwie szarej lub żółtej. Nogi i stopy szare.

## Zasięg występowania
Zasięg występowania obejmuje Florydę, Bahamy, Wielkie i Małe Antyle, Meksyk (stany Sinaloa i Tamaulipas po Jukatan i Oaxaca), Amerykę Centralną, oraz północne wybrzeża Ameryki Południowej – od północno-wschodniej Wenezueli na wschód po ujście Amazonki. W Kolumbii znany ze spreparowanych okazów z Bogoty niewiadomego pochodzenia, ponadto w 2002 roku zaobserwowano dwa osobniki w namorzynach przy drodze Santa Marta–Barranquilla.
Środowisko życia stanowią głównie namorzyny, także estuaria, bagna, nadbrzeżne zarośla, suche zarośla i niezbyt zwarte lasy liściaste strefy tropikalnej. Kukawik namorzynowy występuje głównie na poziomie morza, rzadko do 1300 m n.p.m.

## Zachowanie
Na pożywienie składają się głównie owady, łowione z wyeksponowanej gałęzi; niekiedy szuka zdobyczy na ziemi. Zjada również owoce, w tym jagody. Gatunek osiadły, jedynie populacja z Florydy zimuje na południu i powraca z marcu. Nie jest znana forma zalotów, prawdopodobnie mają w nich rolę białe plamy na końcach sterówek. Najczęściej odzywa się niskim gawk gawk gawk gawk gauk gauk, czasem także pojedynczym łit. Kukawik namorzynowy to gatunek skryty i zwykle ukrywający się w roślinności.

## Lęgi
Okres lęgowy zmienia się w zależności od regionu. Monogamiczny, gniazduje samotnie, niekiedy w małych koloniach. Gniazdo stanowi niemal płaska, luźna platforma z patyków i liści, umieszczona 2–3 m nad wodą. W lęgu 2–3 jasnoniebieskie jaja. Inkubacja trwa 9–11 dni, wysiadują oba ptaki z pary. Również oboje rodzice przynoszą młodym pokarm w postaci owadów. Pisklęta rosną bardzo szybko i mogą opuścić gniazdo po 10 dniach od wyklucia. Zanim będą zdolne latać, potrafią wspinać się. Kukawik namorzynowy wyprowadza dwa lęgi w ciągu sezonu.

## Status
Międzynarodowa Unia Ochrony Przyrody (IUCN) uznaje kukawika namorzynowego za gatunek najmniejszej troski (LC – Least Concern) nieprzerwanie od 1988 roku. W 2019 roku organizacja Partners in Flight szacowała liczebność światowej populacji na około 200 tysięcy dorosłych osobników, zaś jej trend oceniła jako umiarkowanie spadkowy. Za przyczynę spadków liczebności podaje się utratę siedlisk.